# Martin Martinow
Martin Martinow (bulgarisch Мартин Мартинов; * 26. März 1950 in Dobritsch) ist ein ehemaliger bulgarischer Radrennfahrer.

## Sportliche Laufbahn
Martinow war Teilnehmer der Olympischen Sommerspiele 1976 in Montreal. Im olympischen Straßenrennen schied er beim Sieg von Bernt Johansson aus dem Rennen aus.
1971 gewann er zwei Etappen der Bulgarien-Rundfahrt. 1975 siegte er im Mannschaftszeitfahren bei den Balkan-Meisterschaften mit dem bulgarischen Vierer und holte einen Etappensieg in der Bulgarien-Rundfahrt. Im Einzelrennen wurde er ein Jahr später Zweiter. Im Grand Prix de l’Humanité in Paris gewann er 1975 die 1. Etappe. 
Er fuhr er die Internationale Friedensfahrt 1972 (39.), 1973 (49.), 1974 (51.) und 1975 (40.).